# Line GO
Line Go是Line所提供的服務之一，總部位於台灣台北市，提供網路預約計程車及租車的服務。2019年LY Corporation成為最大股東，運用最新的Chatbot（聊天機器人）技術，無需額外下載APP，以LINE App提供計程車叫車服務。

## 歷史
2017年，TaxiGo成立，背後投資者為TMS全鋒事業與雪豹科技，投資金額破千萬台幣。兩位創辦人中，陳泰成來自香港，過去曾服務於美國高通，而技術長黃佩恩，則任職過HTC、Intel等。台灣原生新創的TaxiGo被視為挑戰外商Uber，並以Chatbot（聊天機器人）技術開發叫車服務，利用司機開發客源，藉此增加車隊被動收入，並與車行聯手成立實體車隊，翻轉既有的計程車營運模式。
當時TaxiGo執行長陳泰成直言，他要「挑戰原本Uber想做但沒做到的事」，成為臺灣計程車派遣業的霸主。
2019年10月22日，原本就是透過LINE平台提供叫車服務的TaxiGo，下午突然宣布將更名為「LINE TAXI」，等於宣告正式加入LINE服務生態系。而在同日早上舉辦的LINE CONVERGE2019秋季記者會中，LINE也宣布「LINE TAXI叫車平台」即刻上線，正式跨足行動叫車市場，透過與TaxiGo原本團隊的合作，讓從2015年就開始討論的計程車叫車服務正式實現。
2019年12月5日，中華民國經濟部投資審議委員會核准台灣連線股份有限公司，完成對觔斗雲聯網科技股份有限公司（TaxiGo）的投資案，LINE 台灣正式成為 TaxiGo 最大股東，TaxiGo 原經營團隊將與 LINE 攜手經營「LINE TAXI 叫車平台」。未來，「LINE TAXI 叫車平台」仍會以確保合法業者權益為前提，發揮科技優勢與創新能力，促動運輸產業升級。
2023年10月2日，LINE TAXI更名為LINE GO，新增租車、機場接送。

## 爭議
台灣為了維護國家安全，禁止外資（含中國大陸資本）投資具有戰略性的行業，其中包括計程車客運服務業。時代力量立委黃國昌在2019年2月20日揭露TaxiGo的股權架構關係圖，指出中國獵豹移動透過人頭方式，讓中資入股TaxiGo，間接掌握上千台計程車。當時被指控的英屬開曼群島商TG HOLDING向投審會表示，TG HOLDING由台灣人吳德威（前雪豹科技董事長、現為阿里巴巴天貓台灣總經理）100%持有，為唯一股東，且「沒有中資」。但社運人士王奕凱在記者會上出示通訊軟體與郵件的內部對話，在傅盛2017年發送的電子郵件中，內容羅列獵豹移動與吳德威的借貸內容與投資計畫；通訊軟體紀錄方面，則載明匯款帳戶資訊、帳戶確認，借貸金額45.22萬美元，未來將取得優先認股權，通聯紀錄甚至提及北京獵豹將占兩席董事（其他三席為吳德威、全鋒科技、TaxiGo執行長陳泰成）。對此，身兼TaxiGo董事長的阿里巴巴集團天貓海外台灣總經理吳德威則答覆表示，「不是事實」。

## 外部連結
- 官方网站
- Line GO的Facebook專頁
- Line GO的Instagram帳戶